# 沙河会战

沙河会战是日俄战争中规模第二大的陆战，地点在中国东北奉天以南东清铁路沿线沙河（今辽宁省沈阳市苏家屯区沙河街道），日军投入兵力170000人，俄军投入兵力210000人，双方战略上未分胜负，日本战术胜利，战后被迫撤退。